# Tribu d'Indis Paiute de Utah
La Tribu d'Indis Paiute de Utah és una tribu reconeguda federalment d'amerindis paiute del sud i ute al sud-oest de Utah.

## Reserva
La Tribu d'Indis Paiute de Utah (PITU) té una reserva composta per deu parcel·les separades de terra, situades a quatre comtats al sud-oest de Utah.

## Demografia
| Bandes de la Tribu Paiute de Utah (2012) |         |
| Banda                                    | Membres |
| Shivwits                                 | 300     |
| Cedar                                    | 272     |
| Kanosh                                   | 136     |
| Koosharem                                | 135     |
| Indian Peaks                             | 49      |
| Total                                    | 892     |

## Història
Dues bandes ute foren absorbides entre els paiute de Utah. La banda Pahvant vivia originàriament en els deserts a la vora del llac Sevier, a l'oest de les muntanyes Wasatch a l'oest de Utah. Molts Pahvants foren traslladats pel govern dels Estats Units a la reserva d'Uintah, però alguns s'uniren als Kanosh, Koosharem, i altres assentaments a Utah. La segona banda fou la Moanunts, que vivia tradicionalment vora el llac Sevier i Otter Creek, al sud de Salina (Utah).
La Tribu d'Indis Paiute de Utah fou reconeguda federalment el 3 d'abril de 1980.

## Avui
La seu de la Tribu d'Indis Paiute de Utah es troba a Cedar City (Utah). El 2006, 840 persones eren registrades com a membres de la tribu. El portaveu tribal era Jeanine Borchardt i el viceportaveu era Lora Tom. Totes dues van ser escollits el 7 abril 2009.
La Tribu d'Indis Paiute de Utah gestiona els seus propis programes de salut, atenció al comportament, habitatge, educació i desenvolupament econòmic. S'estan desenvolupament algunes plantes geotèrmiques, botigues, restaurants, hotels i un centre cultural.

## Bandes
La tribu es compon de cinc bandes constituents, que han estat comunitats independents durant segles.

### Banda Cedar de Paiutes

Segell de la Banda Cedar

La banda Cedar d'indis Paiute va rebre el reconeixement federal el 3 d'abril 1980 sota la Paiute Indian Tribe of Utah Restoration Act. La seu de la banda es troba a Cedar City (Utah). El portaveu de la banda és Lora Tom.

### Banda Kanosh de Paiutes
La Banda Kanosh dels Paiure va rebre el reconeixement federal l'11 de febrer de 1929. La seu de la banda es troba a Cedar City (Utah). Una oficina tribal addicional es troba a Kanosh, vora llur terres ancestrals. El seu portaveu és Corrina Bow.

### Banda Koosharem de Paiutes
La Banda Koosharem de Paiutes va rebre el reconeixement federal el 3 de març de 1928. La seu de la banda es troba a Richfield (Utah). El seu portaveu és Elliott Yazzie.

### Banda Indian Peaks de Paiutes
La banda Indian Peaks de Paiutes va rebre el reconeixement federal el 2 d'agost de 1915 i té terres al comtat de Beaver (Utah). La seu de la banda es troba a Cedar City (Utah). El seu portaveu és Anthonia Tom.

### Banda Shivwits de Paiutes
La primera reserva de la Banda Shivwits dels indis Paiute fou establida en 1891. Van rebre el reconeixement federal el 3 de maç de 1891. Tenen terres al comtat de Washington (Utah). La seu de la banda es troba a Ivins (Utah). El seu portaveu és Charlotte Lomeli.